# Zacień
Zacień (biał. Зацань, ros. Зацень) – wieś na Białorusi, w obwodzie mińskim, w rejonie mińskim, w sielsowiecie Papiernia. Od południa graniczy z Mińskiem. Część wsi weszła w skład Mińska.